# دانا د. نيلسون
دانا د. نيلسون (بالإنجليزية: Dana D. Nelson)‏ هي عالمة أمريكية، ولدت في 1962 في الولايات المتحدة.